# Уитни, Стэнли
Стэнли Уитни (англ. Stanley Whitney; род. 1946, Филадельфия, США) — американский художник-абстракционист. Живёт и работает в Нью-Йорке и Парме, Италия.

## Жизнь и карьера
Стэнли Уитни получил степень бакалавра искусств в Художественном институте Канзас-Сити, а также степень магистра искусств в Йельском университете.
После учебы в Йельском университете Уитни оказался в оппозиции к художественной сцене 1970-1980-х годов, которая навязывала афроамериканскому художнику требование работать с темами расовой и культурной идентичности. Творческие поиски привели его к совершенствованию абстрактного визуального языка, что проявилось в его ранних работах, где цветовые пятна соседствовали с обширными участками пустого пространства. На этом этапе своей карьеры он также сосредоточился на жесте и погрузился в ежедневную практику рисования.
С середины 1970-х годов Уитни исследует формальные возможности цвета и формы в рамках постоянно меняющихся сеток из разноцветных блоков и жестикуляционных полей. Взяв за основу сетку минимализма, он создает неровные геометрические решетки, состоящие из ярких цветовых блоков, различающихся по оттенку, форме и способу нанесения краски. Приверженность к заранее определенной композиционной структуре способствует лирической спонтанности его подхода, привнося визуальные ритмы и хроматические гармонии, которые перекликаются с импровизационной энергией джаза. Работы Уитни часто отсылают к литературе, музыке и работам других художников, что всегда отражено в названиях.
Хотя увлечение Уитни хроматическими экспериментами сохранялось на протяжении всей его карьеры, его уникальный подход в живописи окончательно сформировался во время жизни и работы в Риме в 1990-х годах. Этот период ознаменовал значительный сдвиг в его творчестве, переход от более аморфных форм к сложным и плотным композициям, которые сегодня определяют его зрелый стиль. Италия, сыгравшая ключевую роль на этом этапе трансформации, продолжает оставаться для Уитни центральным и постоянным источником вдохновения.
В 2022 году персональная выставка художника «The Italian Paintings» была представлена на 59-й Венецианской биеннале во Дворце Тьеполо Пасси в Венеции.
Уитни - лауреат стипендии Гуггенхайма (1996) и стипендии Поллока-Краснера (2002), обладатель художественной премии Американской академии искусств и литературы (2010) и первой премии Роберта де Ниро в живописи (2011). В настоящее время он является почётным профессором живописи и рисунка в Школе искусств и архитектуры Тайлера при Университете Темпл.

## Аукционные результаты
Наиболее дорогие работы художника, проданные на аукционах:
1. $2,319,000 – Forward to Black, 1996; Sotheby's, 18 ноября, 2021[7]
2. $2,305,733 – Nightwatch, 2012; Sotheby's, 2 марта, 2022[8]
3. $2,228,000 – Radical Openness, 1992; Sotheby's, 19 мая, 2022[9]
4. $1,989,152 – Great Balls of Fire, 2005; Christie's, 1 марта, 2022[10]
5. $1,623,000 – Parisian Blue, 2012; Sotheby's, 20 мая, 2022[11]